# Mission sui juris Tadschikistan
Die römisch-katholische Mission sui juris Tadschikistan (lat.: Missio sui iuris Tadzikistaniana) wurde am 29. September 1997 von Papst Johannes Paul II. errichtet und aus dem Verwaltungsgebiet der Apostolischen Administratur von Kasachstan herausgelöst.

## Geschichte
Die katholische Kirche in Tadschikistan ist seit Ende der 1970er Jahre in Tadschikistan engagiert. Vor allem katholische Priester und Laien ließen sich nach ihrer Deportation durch das Stalin-Regime in der damaligen Sowjetrepublik nieder. Erst mit der Ansiedlung des Instituts des fleischgewordenen Wortes (IVE), einer in Argentinien gegründeten Ordensgemeinschaft, ist seit 1997 die katholische Kirche präsent.
Zwischen der Tadschikistan und dem Heiligen Stuhl bestehen seit 1996 volle diplomatische Beziehungen. Apostolischer Nuntius ist seit 2023 Erzbischof George George Panamthundil.

## Organisation
Das Missionsgebiet umfasst ganz Tadschikistan. Es existieren zwei Gemeinden.
- Gemeinde St. Josef mit Sitz in Duschanbe im Westen Tadschikistans
- Gemeinde St. Rochus mit Sitz in Bochtar im Süden Tadschikistans

Die Leitung der Mission erfolgt durch den Superior des Instituts des fleischgewordenen Wortes (IVE). Zur Seite stehen dem Superior weitere Missionare mit Priesterweihe, die Ämter in Gemeinden und Institutionen innehaben sowie drei Ordensschwester sowie seit 2021 vier Ordensfrauen aus Usbekistan, Paraguay und Argentinien. Der Superior ist Pfarrer der St. Josef-Gemeinde und zugleich Direktor der Caritas in Tadschikistan.
Die Zahl der Katholiken in Tadschikistan war von 180 (1997) auf 326 (2010) angestiegen und liegt zwischen 150 (2017) und 120 (2021).
Am 27. Juli 2021, dem Nationalfeiertag Tadschikistans, hat die katholische Gemeinde das erste Kloster des kontemplativen Lebens in Tadschikistan eröffnet. Die in Argentinien gegründete Ordensfamilie des Instituts des fleischgewordenen Wortes (IVE) ist verantwortlich für das neugegründete Kloster in Duschanbe, das dem Heiligen Johannes Paul II. geweiht ist und mit einer Messe des Apostolischen Administrators von Usbekistan, Jerzy Maculewicz OFMConv sakramental eingeweiht.

### Apostolischer Nuntius
- Marian Oleś (1996–2001)
- Józef Wesołowski (2002–2008)
- Miguel Maury Buendía (2008–2015)
- Francis Assisi Chullikatt (2016–2022)
- George George Panamthundil (seit 2023)